# Liste der Baudenkmäler in Holzheim (Donau-Ries)
Auf dieser Seite sind die Baudenkmäler in der schwäbischen Gemeinde Holzheim zusammengestellt. Diese Tabelle ist eine Teilliste der Liste der Baudenkmäler in Bayern. Grundlage ist die Bayerische Denkmalliste, die auf Basis des Bayerischen Denkmalschutzgesetzes vom 1. Oktober 1973 erstmals erstellt wurde und seither durch das Bayerische Landesamt für Denkmalpflege geführt wird. Die folgenden Angaben ersetzen nicht die rechtsverbindliche Auskunft der Denkmalschutzbehörde.
 Diese Liste gibt den Fortschreibungsstand vom 20. Februar 2021 wieder und enthält 14 Baudenkmäler.

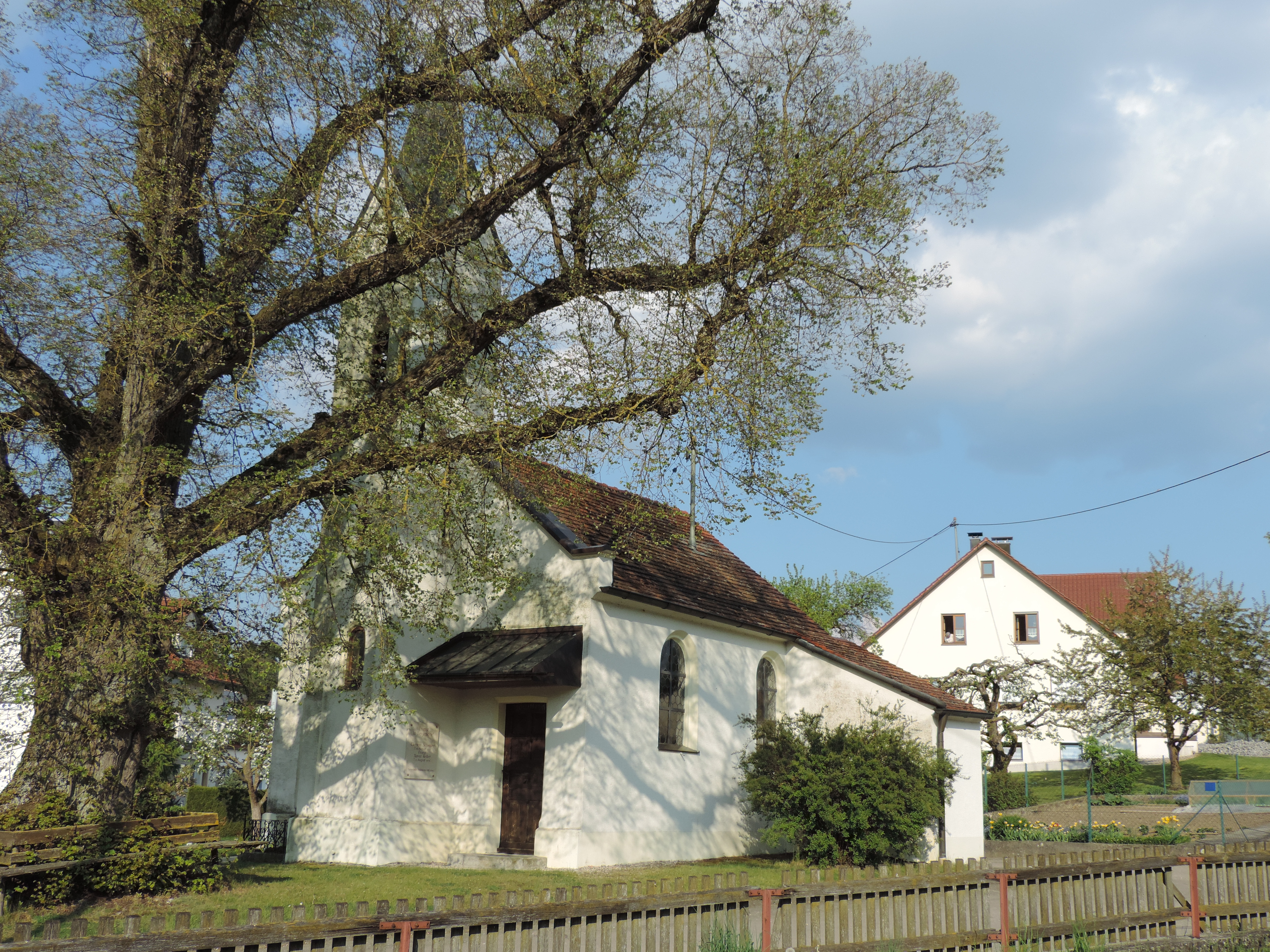
Kapelle Vierzehn Nothelfer in Bergendorf

## Baudenkmäler nach Gemeindeteilen

### Holzheim
| Lage                    | Objekt                                    | Beschreibung | Akten-Nr.             | Bild                                      |
| ----------------------- | ----------------------------------------- | --- | --------------------- | ----------------------------------------- |
| Kirchplatz (Standort)   | Kriegerdenkmal                            | Postament mit Löwen, darauf Pfeiler mit Patrona Bavariae, 1872 | D-7-79-163-4 Wikidata | Kriegerdenkmal                            |
| Kirchplatz 1 (Standort) | Ehemaliges Gasthaus, jetzt Wohnhaus       | Über hohem Sockelgeschoss zweigeschossiger Satteldachbau mit Freitreppe und geschweiften Giebeln mit Gesimsgliederung, 1703; mit Ausstattung | D-7-79-163-2 Wikidata | Ehemaliges Gasthaus, jetzt Wohnhaus       |
| Kirchplatz 9 (Standort) | Katholische Pfarrkirche Mariä Himmelfahrt | Stattlicher, nach Westen abgewalmter Saalbau mit Lisenengliederung und eingezogenem, segmentbogig geschlossenem Chor mit Strebepfeilern, Chor und Ostteil des Langhauses, im Kern um 1570/75, Erweiterung des Langhauses, Errichtung des Turmes mit oktogonalem Obergeschoss und Zwiebelhaube sowie Anbau der Sakristei mit Oratorium, Mitte 18. Jahrhundert; mit Ausstattung Dreiseitig Kirchhofmauer, wohl 17./18. Jahrhundert | D-7-79-163-1 Wikidata | Katholische Pfarrkirche Mariä Himmelfahrt |
| Pfarrweg 3 (Standort)   | Katholisches Pfarrhaus                    | Zweigeschossiger Satteldachbau mit Geschoss- und Traufgesimsen, 1721 neu errichtet Pfarrstadel, eingeschossiger Satteldachbau mit Treppengiebeln, Mitte 19. Jahrhundert, modern verändert Ehemaliges Backhaus, erdgeschossiger Satteldachbau mit Treppengiebel, Mitte 19. Jahrhundert Einfriedung, wohl zweite Hälfte 19. Jahrhundert                                                                                            | D-7-79-163-3 Wikidata | Katholisches Pfarrhaus                    |

### Bergendorf
| Lage                     | Objekt                                      | Beschreibung | Akten-Nr.              | Bild                                        |
| ------------------------ | ------------------------------------------- | --- | ---------------------- | ------------------------------------------- |
| Dorfstraße 10 (Standort) | Dreiseithof                                 | Wohnhaus, zweigeschossiger Satteldachbau mit Ecklisenen, bezeichnet 1924 Wirtschaftsgebäude, erdgeschossiger Satteldachbau, um 1924, stark erneuert | D-7-79-163-15 Wikidata | Dreiseithof                                 |
| Dorfstraße 21 (Standort) | Katholische Filialkirche Vierzehn Nothelfer | Saalbau mit eingezogenem, segmentbogig geschlossenem Chor und Westturm mit Spitzhelm, um 1850, Sakristeianbau, 19./20. Jahrhundert; mit Ausstattung | D-7-79-163-5 Wikidata  | Katholische Filialkirche Vierzehn Nothelfer |
| Dorfstraße 22 (Standort) | Villa                                       | Zweigeschossiger Satteldachbau mit Mittelrisalit und reicher Putzgliederung, spätgründerzeitlich, bezeichnet 1902                                   | D-7-79-163-6 Wikidata  | Villa                                       |

### Pessenburgheim
| Lage                      | Objekt                                 | Beschreibung | Akten-Nr.             | Bild           |
| ------------------------- | -------------------------------------- | --- | --------------------- | -------------- |
| Hauptstraße 13 (Standort) | Katholische Filialkirche St. Willibald | Gotische Chorturmkirche, Saalbau mit eingezogenem Rechteckchor im Satteldachturm, Sakristeianbau im nördlichen Chorwinkel, im Kern 14. Jahrhundert, im ersten Viertel des 18. Jahrhunderts barockisiert und nach Westen verlängert; mit Ausstattung Friedhofsmauer, mit halbrunder Abdeckung, 18. Jahrhundert | D-7-79-163-7 Wikidata | weitere Bilder |
| Hauptstraße 34 (Standort) | Lourdeskapelle                         | Rechteckiger Satteldachbau mit Lisenengliederung, halbrundem Schluss und Dachreiter mit Pyramidendach, bezeichnet 1901; mit Ausstattung | D-7-79-163-8 Wikidata | weitere Bilder |

### Riedheim
| Lage                              | Objekt                    | Beschreibung | Akten-Nr.             | Bild                      |
| --------------------------------- | ------------------------- | --- | --------------------- | ------------------------- |
| Von-Riederer-Straße 13 (Standort) | Katholische Marienkapelle | Rechteckbau mit Zweiseitschluss spätes 19. Jahrhundert, Verlängerung nach Osten und Giebelreiter mit Zeltdach, 1949; mit Ausstattung | D-7-79-163-9 Wikidata | Katholische Marienkapelle |

### Stadel
| Lage                      | Objekt                                | Beschreibung | Akten-Nr.              | Bild                                  |
| ------------------------- | ------------------------------------- | --- | ---------------------- | ------------------------------------- |
| Kapellenstraße (Standort) | Wegkapelle                            | Walmdachbau mit offenem Vorraum, wohl 19. Jahrhundert; mit Ausstattung | D-7-79-163-13 Wikidata | Wegkapelle                            |
| Kirchberg 1 (Standort)    | Katholische Filialkirche St. Nikolaus | Saalbau mit eingezogenem, dreiseitig geschlossenem Chor, Westvorzeichen und nördlich angestelltem Turm mit neuromanischer Gliederung, Schiff im Kern romanisch, erste Hälfte 13. Jahrhundert, Anbau von Chor und Turm, 15. Jahrhundert, Vorzeichen, 19. Jahrhundert, Glockengeschoss des Turms mit Gliederung, Mitte 20. Jahrhundert; mit Ausstattung | D-7-79-163-10 Wikidata | Katholische Filialkirche St. Nikolaus |
| Ortsstraße 1 (Standort)   | Dreiseithof, Wohnhaus                 | Zweigeschossiger Satteldachbau mit Putzgliederung, Ende 19. Jahrhundert | D-7-79-163-12 Wikidata | weitere Bilder                        |

### Todtenheim
| Lage                    | Objekt                    | Beschreibung                                                                                          | Akten-Nr.              | Bild                      |
| ----------------------- | ------------------------- | --- | ---------------------- | ------------------------- |
| Todtenheim 1 (Standort) | Katholische Marienkapelle | Satteldachbau mit eingezogenem, Dreiseitschluss und Giebelreiter mit Spitzhelm, Mitte 19. Jahrhundert | D-7-79-163-14 Wikidata | Katholische Marienkapelle |